# Lewisia rediviva
Lewisia rediviva es una especie de plantas de la familia Montiaceae. Es pequeña con flores de tonos rosados y un centro amarillo que crece cercana al suelo. Es la flor estatal de Montana en EE. UU.

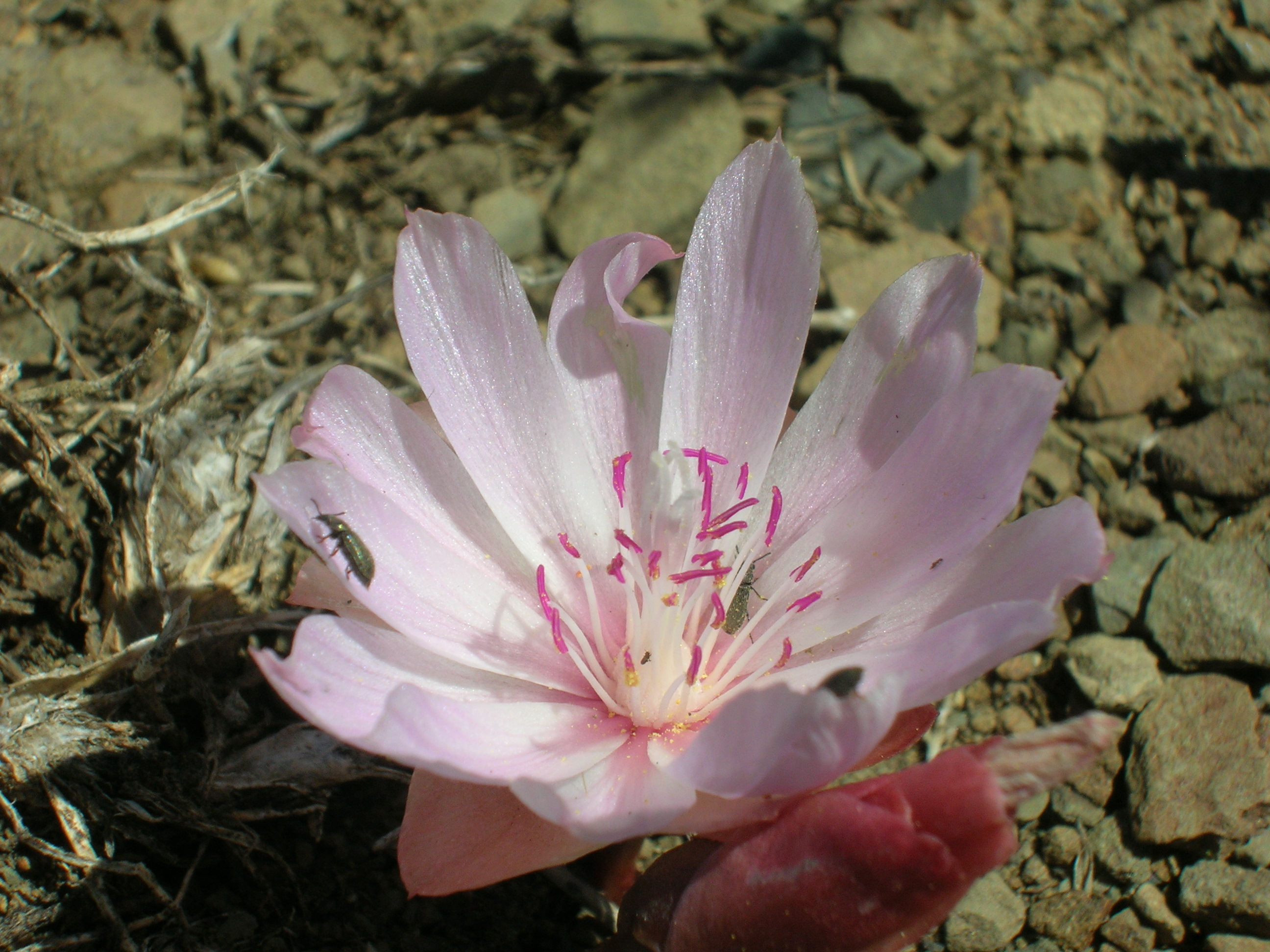
Detalle de la flor

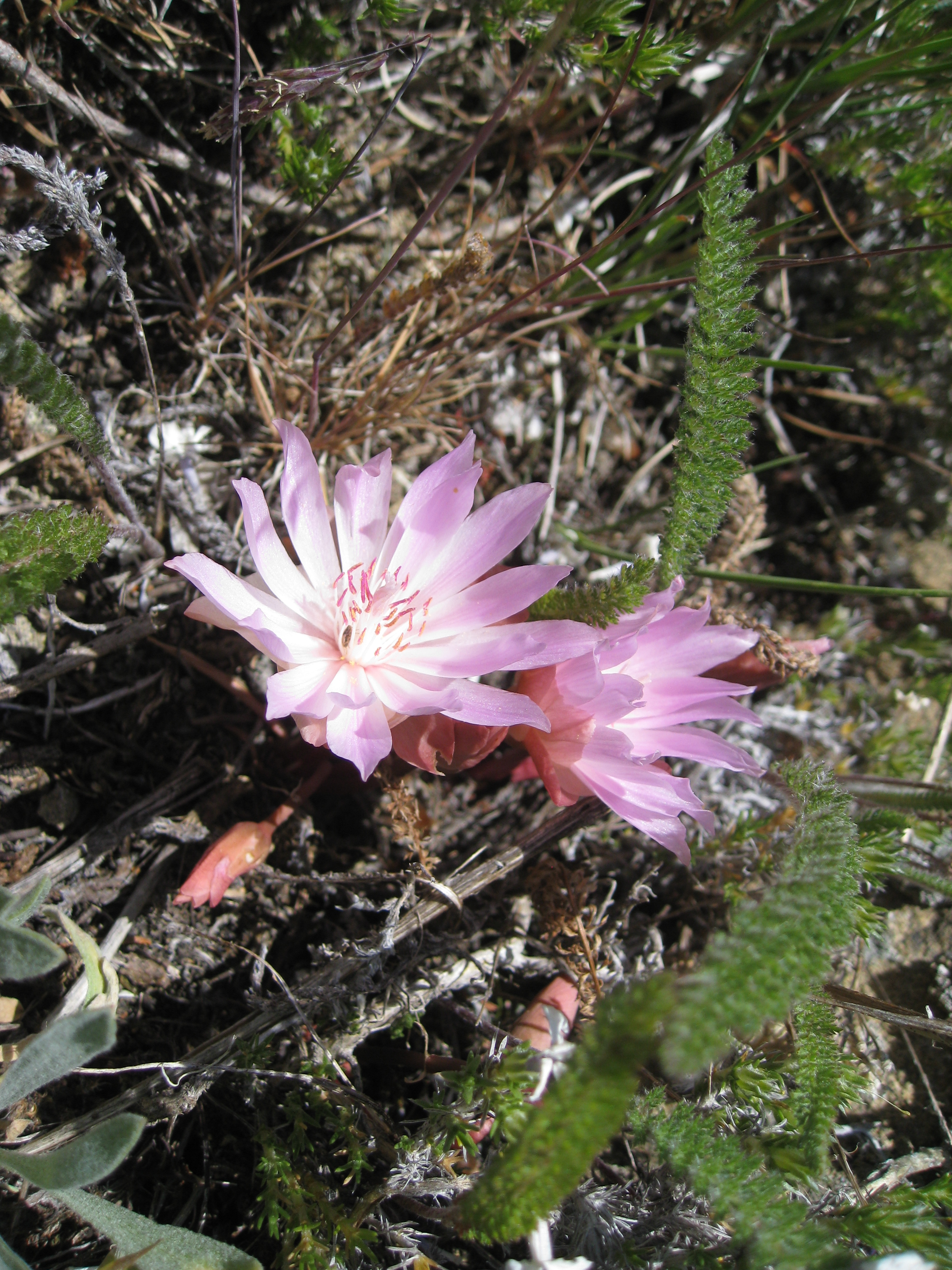
En su hábitat

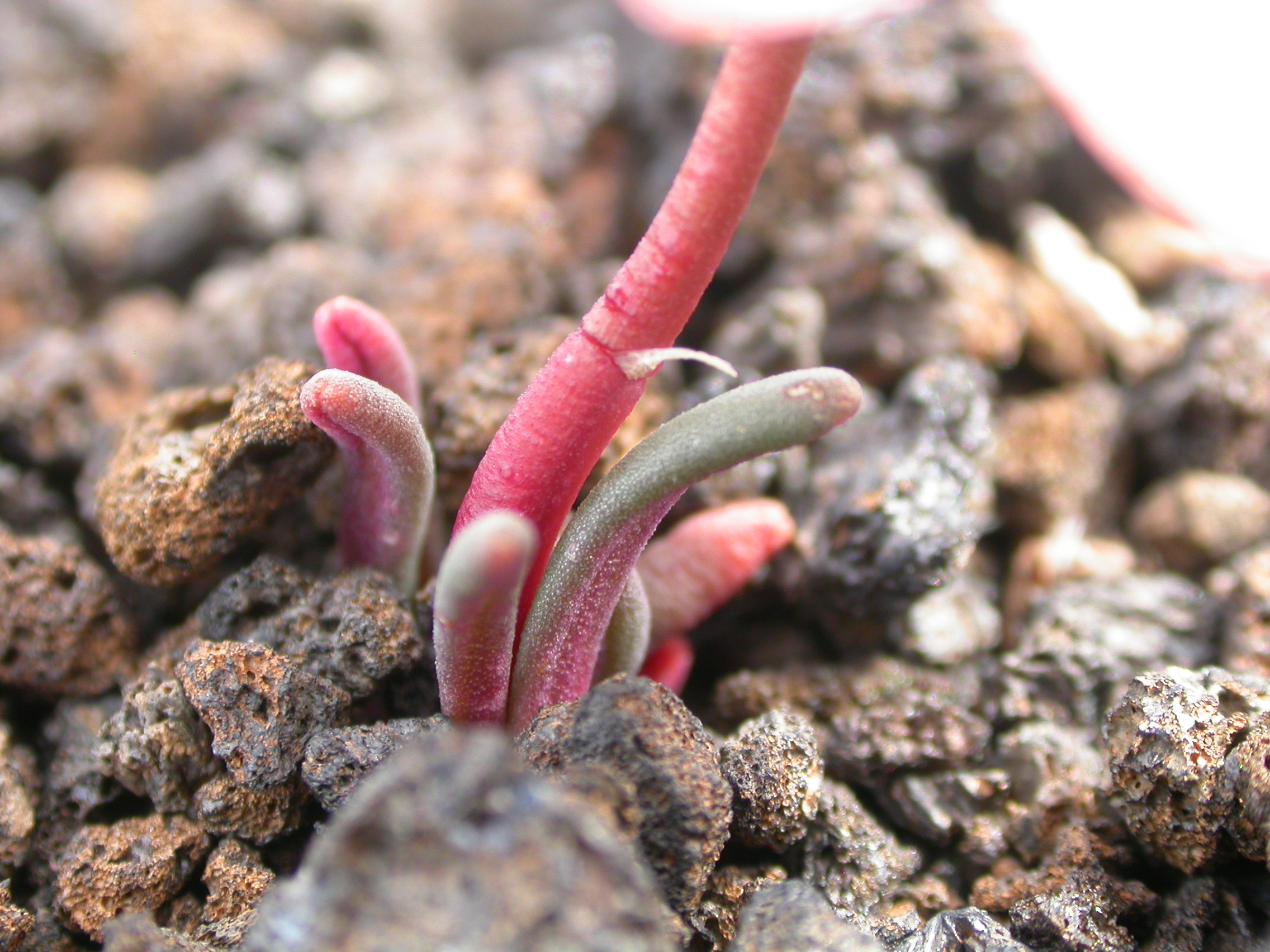
Detalle

## Descripción
Lewisia rediviva es una planta perenne que posee una raíz carnosa y cuya base puede ser sencilla o ramificada. El tallo no tiene hojas y crece entre 1 a 3 cm del suelo, al final del tallo tiene un círculo formado con 5 o 6 brácteas longitudinales de entre 5 a 10 mm de largo. En cada tallo aparece una sola flor con 6 a 9 sépalos con forma de óvalo. Los pétalos (usualmente 15) son oblongos y miden entre 18 a 35 mm, con un rango de colores  desde blancuzco hasta un rosado profundo, durante los meses de mayo y junio. En su madurez, la bitterroot produce cápsulas con forma de huevo y dentro de cada una hay entre 6 y 20 semillas casi redondas.

## Ecología

### Suelos
Esta planta crece en diversos tipos de terrenos, aunque usualmente secos. Desde suelos arenosos a suelos compactos, en terrenos erosionados por grandes inundaciones o en las faldas de las montañas. Se encuentran desde planicies de artemisa hasta las montañas bajas, hacia el oeste y el sur de Montana central. Se concentra desde el norte de la Columbia Británica hasta el sur de California y desde el lado este de la Cordillera de las Cascadas hasta Colorado y Arizona.

## Otros datos
Las raíces eran consumidas esporádicamente por las naciones locales tales como los shoshone y los flathead, quienes la consideraban como una exquisitez.
Los Shoshone creían que un pequeño núcleo rojo que se encuentra en la parte superior de la raíz principal tenía poderes especiales, particularmente que era capaz de detener el ataque de un oso.
Lewisia rediviva ("bitterroot", en inglés) es la flor estatal del estado de Montana desde el 2 de febrero de 1985. Cuatro de las mayores características geográficas de este estado derivan su nombre de esta flor, a saber:
- La cordillera Bitterroot parte de las Montañas Rocosas. Conformada por varios sistemas montañosos entre ellos, las montañas Bitterroot que corren de norte a sur y forman la división entre Idaho y Montana.
- El valle Bitterroot.
- El río Bitterroot que fluye de sur a norte y termina en el río Clark Fork.

## Taxonomía
Lewisia rediviva fue descrito por Frederick Traugott Pursh y publicado en Flora Americae Septentrionalis; or, . . . 2: 368. 1814
Sinonimia
- Lewisia alba Kellogg
- Lewisia rediviva var. rediviva[3]